# Microscleroderma chonelleides
Microscleroderma chonelleides är en svampdjursart som först beskrevs av Döderlein 1884.  Microscleroderma chonelleides ingår i släktet Microscleroderma och familjen Scleritodermidae.
Artens utbredningsområde är havet kring Japan. Inga underarter finns listade i Catalogue of Life.